# Havelland
El Havelland («Tierra del Havel») es una región histórica en Alemania. En ella se encuentra el distrito homónimo al oeste del estado federal de Brandeburgo. El nombre de la región procede del río Havel. Hoy en día es un espacio natural.